# Stâlpu (okręg Giurgiu)
Stâlpu – wieś w Rumunii, w okręgu Giurgiu, w gminie Iepurești. W 2011 roku liczyła 291 mieszkańców.